# Teolândia
Teolândia är en kommun i Brasilien.   Den ligger i delstaten Bahia, i den östra delen av landet, 900 km öster om huvudstaden Brasília. Antalet invånare är 14 850.
Omgivningarna runt Teolândia är en mosaik av jordbruksmark och naturlig växtlighet. Runt Teolândia är det ganska glesbefolkat, med 40 invånare per kvadratkilometer.